# Cyanocorax cristatellus
La ghiandaia crestariccia (Cyanocorax cristatellus (Temminck, 1823)) è un uccello passeriforme della famiglia dei corvidi.

## Etimologia
Il nome scientifico della specie, cristatellus, deriva dal latino crista ("cresta"), col significato di "dalla piccola cresta", in riferimento all'aspetto di questi uccelli.

## Descrizione

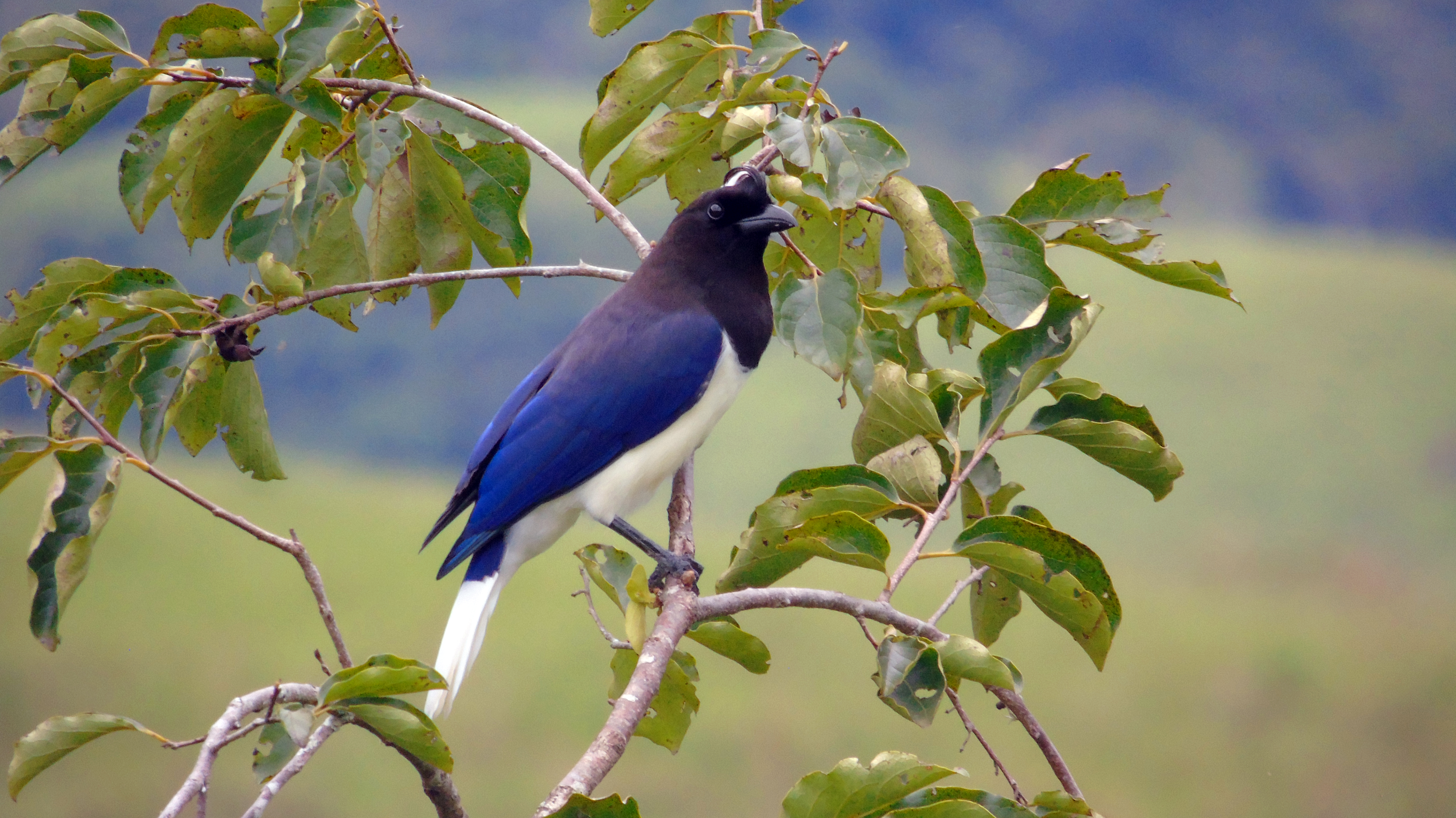
Esemplare a Pindamonhangaba.

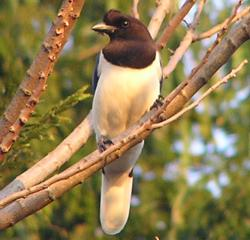
Femmina in natura.

### Dimensioni
Misura 35 cm di lunghezza, per 178 g di peso.

### Aspetto
Si tratta di uccelli dall'aspetto tozzo e robusto, con grossa testa ovale e allungata munita di cresta frontale erettile costituita da penne arricciate (alle quali la specie deve il proprio nome comune), becco forte e conico, non molto lungo (impressione data anche dall'area basale attorno alle narici ricoperta di piume) dall'estremità lievemente adunca, grandi occhi, lunghe ali digitate, coda piuttosto allungata e forti zampe artigliate.
Il piumaggio si presenta di colore nero con vaghe sfumature metalliche bruno-violacee su testa, collo e parte superiore del petto: sul dorso, il nero sfuma nel blu-azzurro, che è il colore anche di ali, codione e della metà prossimale della coda, che per il resto è di colore bianco candido. Anche il petto, il ventre, i fianchi ed il sottocoda sono bianchi, così come la superficie inferiore di ali e coda.

Non è presente dimorfismo sessuale apprezzabile: le femmine sono lievemente più piccole dei maschi, oltre a presentare nero cefalico generalmente più opaco.
Il becco e le zampe sono di colore nero, mentre gli occhi sono di colore bruno scuro.

## Biologia

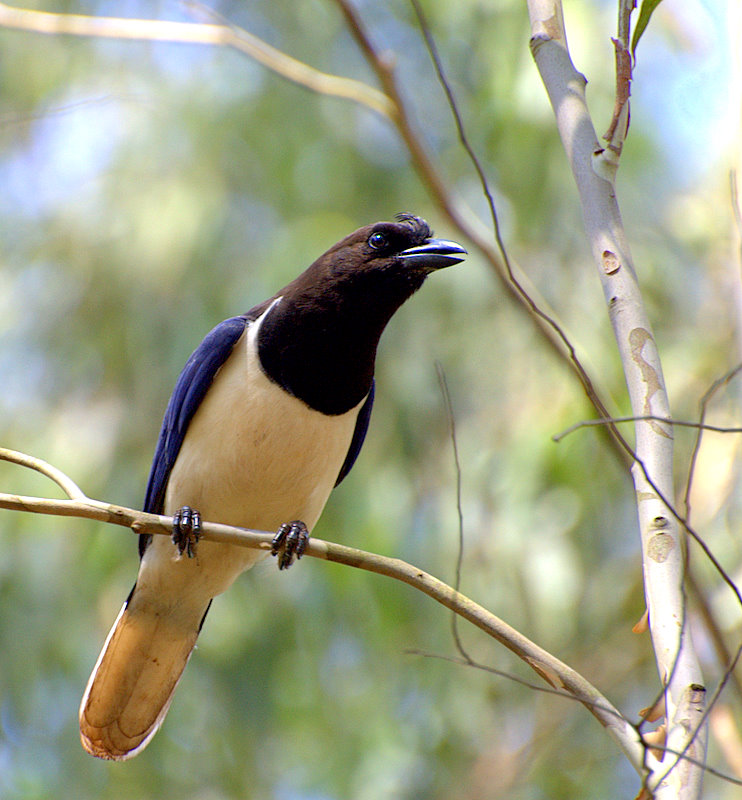
Esemplare vocalizza in natura.

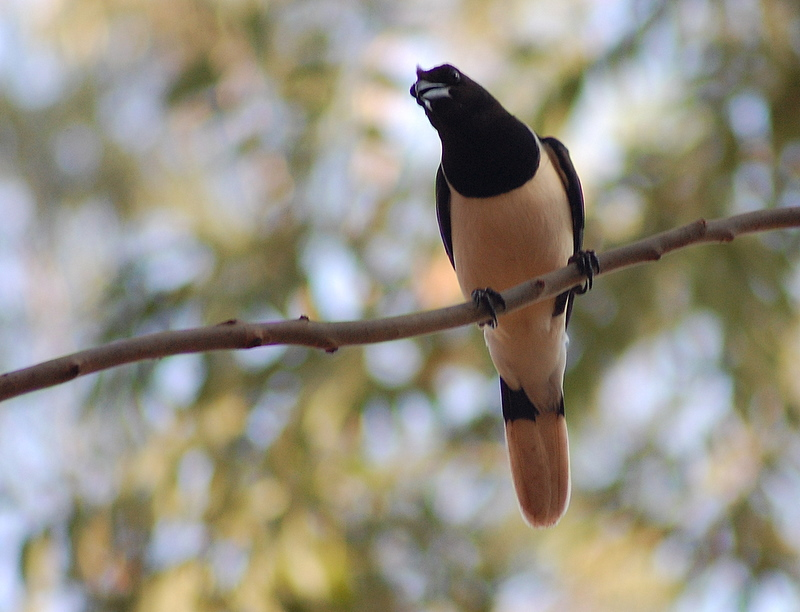
Esemplare vocalizza a Piraju.

Si tratta di uccelli dalle abitudini di vita essenzialmente diurne e moderatamente gregerie, che vivono in gruppi di 6-12 individui (generalmente costituiti da una coppia riproduttrice e dai figli di una o due nidiate precedenti), passando la maggior parte della giornata alla ricerca di cibo al suolo o fra i rami di alberi e cespugli. Durante queste attività, in genere un paio di esemplari rimangono di vedetta nella canopia mentre gli altri sono intenti alla ricerca del cibo: verso sera, il gruppo cerca rifugio fra i rami degli alberi, dove passa la notte.
I richiami di questi uccelli ricordano molto quelli dell'affine ghiandaia cerulea: acuti e gracchianti, ripetuti 8-10 volte, essi possono essere uditi fino a 200 m di distanza.

### Alimentazione
La ghiandaia crestariccia è un uccello onnivoro e piuttosto generalista: la dieta di questi uccelli, in base a quanto osservato da studi condotti in Brasile, è composta per circa la metà (47%) da insetti, per poco meno della metà (40%) da frutta, bacche e semi, per il 12% di nettare e per una percentuale trascurabile (<1%) di piccoli vertebrati.
In genere, questi uccelli verso le prime ore del mattino si dirigono verso gli alberi di pequì, dove possono cibarsi del nettare e degli insetti impollinatori: fra gli altri cibi di origine vegetale graditi a questi animali vi sono anche le noci di Inga laurina ed i frutti dell'introdotta Schefflera actinophylla.

### Riproduzione

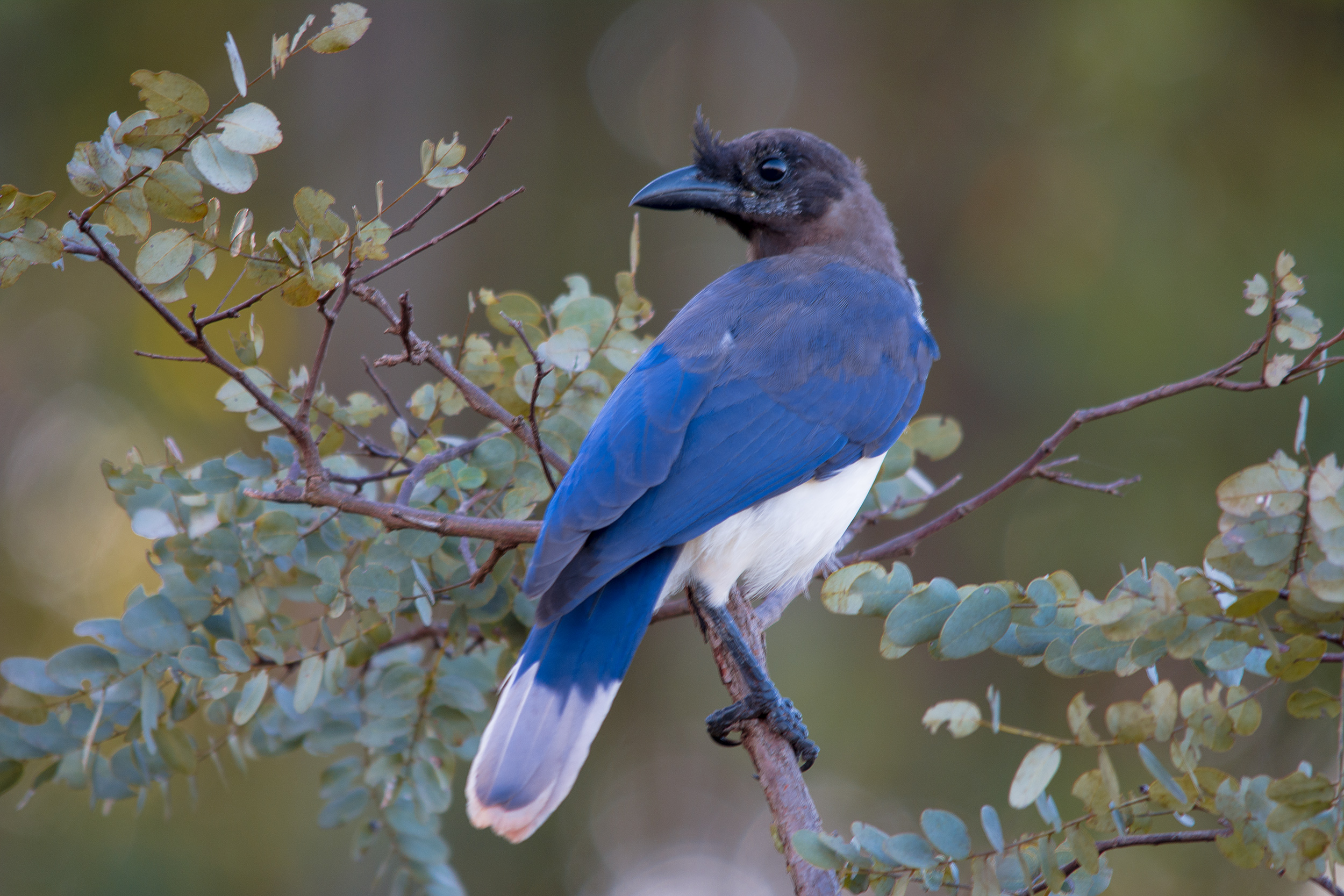
Giovane a Rio Pardo de Minas.

Si tratta di uccelli rigidamente monogami: la loro stagione riproduttiva va da settembre a marzo, periodo durante il quale pare che venga portata avanti più di una covata.
I due partner collaborano nella costruzione del nido (una coppa di rametti intrecciati, foderati internamente di fibre vegetali) e nella cova (col maschio che fa la guardia ai dintorni ed imbecca la femmina intenta alla cova): l'allevamento della prole, invece, viene condiviso con gli altri membri dello stormo di appartenenza.

## Distribuzione e habitat

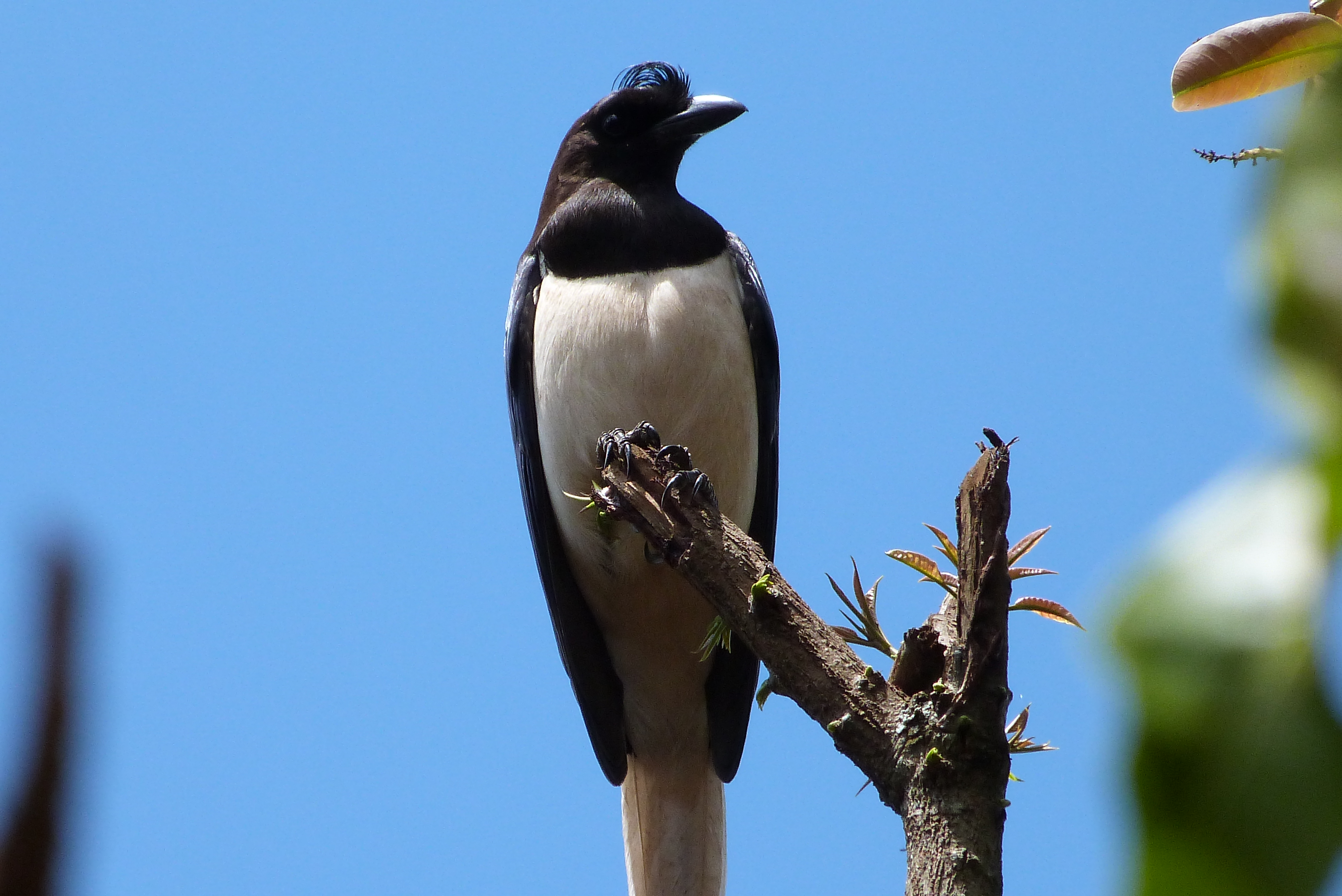
Esemplare a Entre Rios de Minas.

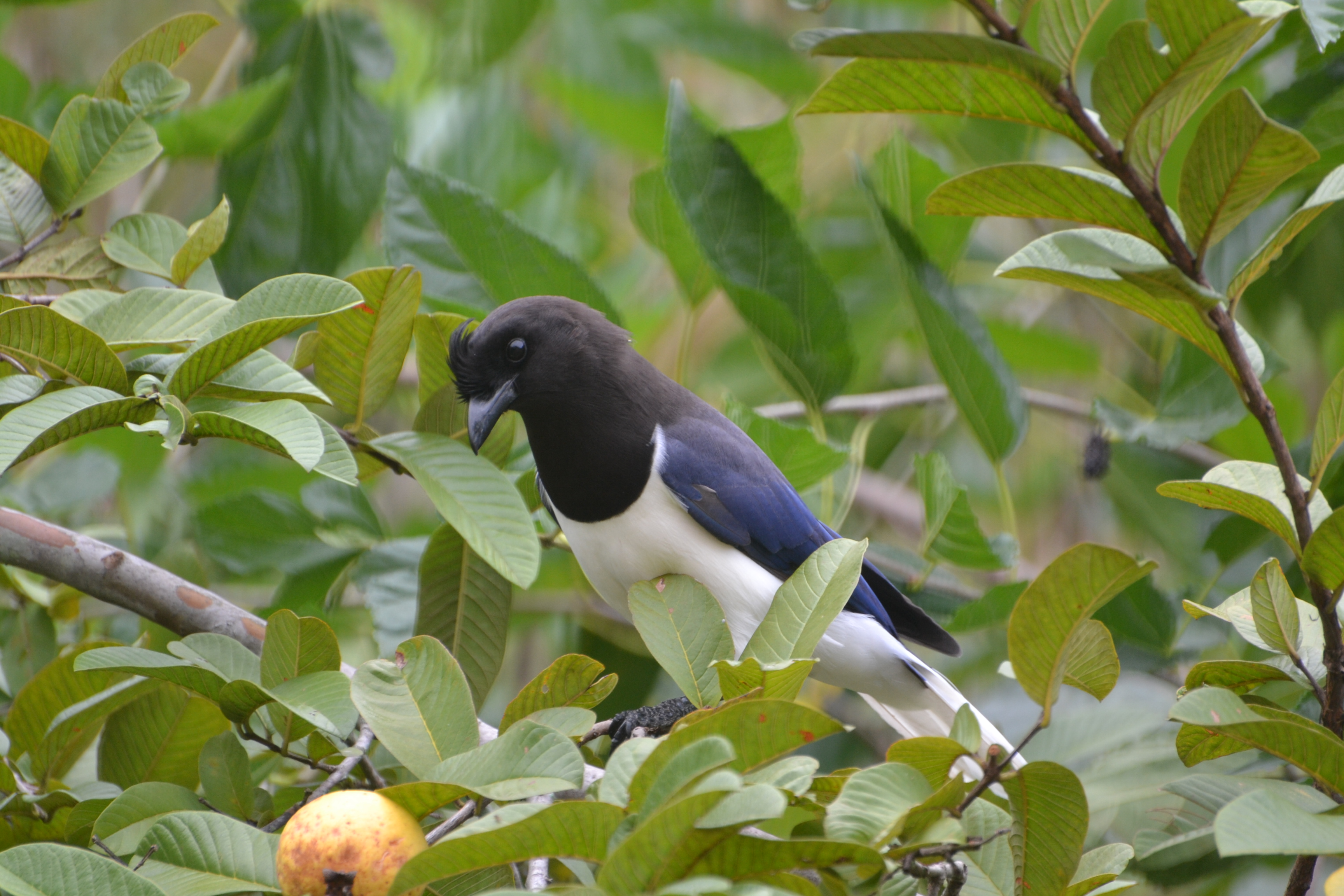
Esemplare a Barra Mansa.

La ghiandaia crestariccia è diffusa in Sudamerica centro-occidentale, occupando una buona fetta del Brasile centrale (sud di Pará, Piauí e Maranhão, Bahia occidentale, a sud fino al Mato Grosso do Sul e al nord del Paraná), ad ovest fino alle estremità nord-orientale e centro-orientale del Paraguay (dipartimenti di Concepción e Canindeyú) e nell'estremo est della Bolivia (nord-est del dipartimento di Santa Cruz). L'areale di questa specie sembra in espansione in direttrice nord-ovest.
L'habitat di questi uccelli è rappresentato dalla foresta arida e dal cerrado, con predilezione per le aree boschive con presenza di radure erbose o cespugliose.